# Fenomeno entoptico
I fenomeni entoptici sono percezioni visive che si generano direttamente all'interno del globo oculare. Alcuni fra i più comuni sono il fosfene e le miodesopsie.

## Eziologia
I fenomeni entoptici sono dovuti principalmente a cause meccaniche (ma, come nel caso dei fosfeni, anche elettriche), che disturbano la retina.

## Trattamento
Non sono ancora state trovate le vere e proprie cure dei fenomeni entoptici. Si stanno però sperimentando degli interventi chirurgici.